# Филлантовые
Филлантовые (лат. Phyllanthaceae) — семейство цветковых растений, входящее в порядок Мальпигиецветные (Malpighiales).

## Роды
Семейство включает в себя 57 родов в 2 подсемействах, 10 трибах и 12 подтрибах:
- Подсемейство Antidesmatoideae — включает 22 рода

- Триба Antidesmateae — включает 9 родов

- Подтриба Antidesmatinae
- Подтриба Hieronyminae
- Подтриба Hymenocardiinae
- Подтриба Leptonematinae
- Подтриба Martretiinae

- Триба Bischofieae — включает 1 род Bischofia Blume
- Триба Jablonskieae — включает 2 рода
- Триба Scepeae — включает 8 родов
- Триба Spondiantheae — включает 1 род Spondianthus Engl.
- Триба Uapaceae — включает 1 род Uapaca Baill.

- Подсемейство Phyllanthoideae — включает 35 родов

- Триба Bridelieae — включает 13 родов

- Подтриба Amanoinae
- Подтриба Keayodendrinae
- Подтриба Pseudolachnostylidinae
- Подтриба Saviinae
- Подтриба Securineginae

- Триба Phyllantheae — включает 8 родов
- Триба Poranthereae — включает 8 родов
- Триба Wielandieae — включает 6 родов

- Подтриба Astrocasiinae
- Подтриба Wielandiinae

### Список родов
- Actephila Blume
- Amanoa Aubl.
- Andrachne L. — Андрахна
- Antidesma L. — Антидесма
- Apodiscus Hutch.
- Aporosa Blume
- Ashtonia Airy Shaw
- Astrocasia B.L.Rob. & Millsp.
- Baccaurea Lour. — Баккорея
- Bischofia Blume — Бишофия
- Breynia J.R.Forst. & G.Forst. — Брейния
- Bridelia Willd. — Бриделия
- Celianella Jabl.
- Chascotheca Urb.
- Chonocentrum Pierre ex Pax & K.Hoffm.
- Chorisandrachne Airy Shaw
- Cleistanthus Hook.f. ex Planch.
- Croizatia Steyerm.
- Dicoelia Benth.
- Didymocistus Kuhlm.
- Discocarpus Klotzsch
- Distichirhops Haegens
- Flueggea Willd. — Флюгея
- Glochidion J.R.Forst. & G.Forst.
- Gonatogyne Klotzsch ex Müll.Arg.
- Heterosavia (Urb.) Petra Hoffm.
- Heywoodia Sim
- Hieronyma Allemão
- Hymenocardia Wall. ex Lindl.
- Jablonskia G.L.Webster
- Keayodendron Leandri
- Lachnostylis Turcz.
- Leptonema A.Juss.
- Leptopus Decne. — Лептопус
- Lingelsheimia Pax
- Maesobotrya Benth.
- Margaritaria L.f.
- Martretia Beille
- Meineckia Baill.
- Nothobaccaurea Haegens
- Notoleptopus Voronts. & Petra Hoffm.
- Pentabrachion Müll.Arg.
- Phyllanthopsis (Scheele) Voronts. & Petra Hoffm.
- Phyllanthus L. — Филлантус
- Plagiocladus Jean F.Brunel
- Poranthera Rudge
- Protomegabaria Hutch.
- Pseudolachnostylis Pax
- Pseudophyllanthus (Müll.Arg.) Voronts. & Petra Hoffm.
- Richeria Vahl
- Savia Willd.
- Securinega Comm. ex A.Juss. — Секуринега
- Spondianthus Engl.
- Synostemon F.Muell.
- Tacarcuna Huft
- Thecacoris A.Juss.
- Uapaca Baill. — Уапака
- Wielandia Baill.